# Cuántas minas que tengo
Cuántas minas que tengo es una canción compuesta por el cantautor argentino Ignacio Copani. Este sencillo forma parte de su álbum homónimo editado en el año 1988 de forma Independiente y luego bajo el sello EMI.

## La letra
La letra hace referencia a que el protagonista tiene toda una semana para prepararse para la cita romántica planeada para el sábado siguiente. Sin embargo, no hay mujer alguna más que su novia «Manuela». En la jerga argentina (Manuela) -hacerse la, estar con- es derivativo de mano y refiere a la masturbación), lo cual es una explícita referencia a la misma. Por eso mismo al final de la canción el estribillo cambia para cuántas manos que tengo.

## Video
El video musical comienza con Copani sentado en una silla cantando mientras unas mujeres en dibujos lineales posan de forma sensual. El video es todo en blanco y negro. Al comenzar la letra se ve a un personaje de dibujo animado sobre una barra de un bar  diciendo el nombre de la canción de forma segura y confiada. Al finalizar del video se ve a este personaje sin poder conquistar a ninguna mujer y se va al baño con su «novia Manuela» (obviamente a masturbarse). Esta canción fue el primer éxito de Copani en la Argentina luego de años de haber comenzado su carrera en México, donde estuvo exiliado debido a la dictadura.